# 파포스구

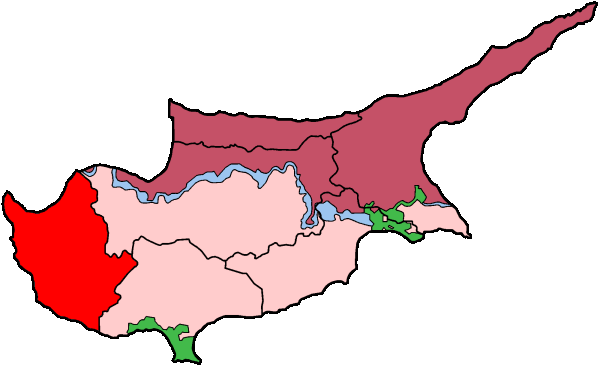
파포스구

파포스구(그리스어: Επαρχία Πάφου, 튀르키예어: Baf Bölgesi)는 키프로스를 구성하는 6개 구 가운데 하나로 행정 중심지는 파포스이며 키프로스 서부에 위치한다. 면적은 1,393km2이며 키프로스 전체 면적의 15.1%를 차지한다. 인구는 76,100명(2007년 기준)이다. 구 전체가 키프로스의 지배하에 있으며 4개 지방 자치체(파포스, 예로스키푸, 페이아, 폴리스흐리소후스)를 관할한다.